# Littorina keenae
Littorina keenae is een slakkensoort uit de familie van de Littorinidae. De wetenschappelijke naam van de soort is voor het eerst geldig gepubliceerd in 1978 door Rosewater.